# Dasychira satelles
Dasychira satelles är en fjärilsart som beskrevs av Collenette 1939. Dasychira satelles ingår i släktet Dasychira och familjen tofsspinnare. Inga underarter finns listade i Catalogue of Life.